# The Man in the Moon
The Man in the Moon es una película de 1991 dirigida por Robert Mulligan y protagonizada por Sam Waterston, Reese Witherspoon y Jason London. Fue la última película de Mulligan y la última película en cine de Waterston antes de irse a Law & Order, como también la primera película de Witherspoon.

## Sinopsis
Después que Court Foster de 17 años se muda a un rancho, Dani Trant de 14 años se enamora por primera vez, mientras su hermana mayor Maureen descubre el amor verdadero.

## Elenco
| Actor             | Papel          |
| ----------------- | -------------- |
| Sam Waterston     | Matthew Trant  |
| Tess Harper       | Abigail Trant  |
| Gail Strickland   | Marie Foster   |
| Reese Witherspoon | Dani Trant     |
| Jason London      | Court Foster   |
| Emily Warfield    | Maureen Trant  |
| Bentley Mitchum   | Billy Sanders  |
| Ernie Lively      | Will Sanders   |
| Dennis Letts      | Doc White      |
| Earleen Bergeron  | Eileen Sanders |
| Anna Chappell     | Mrs. Taylor    |
| Brandi Smith      | Missy Trant    |
| Derek Ball        | Foster Twin    |
| Spencer Ball      | Foster Twin    |
| Patrick Hallisy   | Jude Davinc    |